# Saltinho (São Paulo)
Saltinho é um município brasileiro do estado de São Paulo. Sua população estimada em 2024 pelo IBGE foi de 8.371 habitantes.

## História

### Formação territorial-administrativa
Histórico da formação do município:
- Distrito criado com sede no povoado de mesmo nome, no município de Piracicaba, pela Lei nº 1.886, de 08/12/1922.
- Distrito transferido para o município de Rio das Pedras pela Lei nº 2.385, de 13/12/1929.
- Distrito transferido para o município de Piracicaba pelo Decreto nº 9.775, de 30/11/1938.
- Município criado pela Lei nº 7.664, de 30/12/1991.

## Geografia
Localiza-se a uma latitude 22º50'48" sul e a uma longitude 47º40'37" oeste, estando a uma altitude de 595 metros. Possui uma área de 101,404 km².

### Hidrografia
- Rio Piracicaba
- Rio Capivari

### Rodovias
- SP-127

## Demografia

### População
| Crescimento populacional                             | Crescimento populacional | Crescimento populacional | Crescimento populacional |
| Ano                                                  | População Total          |                          | %±                       |
| ---------------------------------------------------- | ------------------------ | ------------------------ | ------------------------ |
| 2000                                                 | 5 799                    |                          | —                        |
| 2010                                                 | 7 059                    |                          | 21,7%                    |
| 2022                                                 | 8 161                    |                          | 15,6%                    |
| Est. 2024                                            | 8 371                    | [ 7 ]                    | 2,6%                     |
| Fontes: Censos Demográficos IBGE e Estimativas SEADE |                          |                          |                          |

### Dados demográficos
Dados do Censo - 2000
População total: 5.799
- Urbana: 4.813
- Rural: 986
- Homens: 2.923
- Mulheres: 2.876

Densidade demográfica (hab./km²): 58,63
Mortalidade infantil até 1 ano (por mil): 6,39
Expectativa de vida (anos): 77,35
Taxa de fecundidade (filhos por mulher): 2,46
Taxa de alfabetização: 95,78%
Índice de Desenvolvimento Humano (IDH-M): 0,851
- IDH-M Renda: 0,776
- IDH-M Longevidade: 0,872
- IDH-M Educação: 0,906

(Fonte: IPEADATA)

## Política e administração
- Prefeito: Hélio Franzol Bernardino (2025/2028)
- Vice-prefeito:  Evandro Eli Pereira
- Presidente da câmara de vereadores  Amadeu Júnior

## Infraestrutura

### Comunicações
O sistema de telefones automáticos foi inaugurado na cidade em 1972 pela CIPATEL. Já o sistema de discagem direta à distância (DDD) foi implantado em 1982 pela Telecomunicações de São Paulo (TELESP) com o código de área (0194).
Na década de 90 o código DDD da cidade foi alterado para (019), para padronização do sistema telefônico com a telefonia celular que estava sendo implantada em todo o estado.

## Religião
O Cristianismo se faz presente na cidade da seguinte forma:

### Igreja Católica
- A igreja faz parte da Diocese de Piracicaba.[14]

### Igrejas Evangélicas
Entre as igrejas protestantes históricas, pentecostais e neopentecostais, encontram-se na cidade:
- Assembleia de Deus Ministério do Belém.[16][17]
- Congregação Cristã no Brasil.[18]